# Велика Плана (Прокупље)
Велика Плана је насељено место града Прокупља у Топличком округу. Према попису из 2022. било је 310 становника (према попису из 1991. било је 847 становника).

## Демографија
У насељу Велика Плана живи 583 пунолетна становника, а просечна старост становништва износи 52,4 година (50,7 код мушкараца и 54,0 код жена). У насељу има 297 домаћинстава, а просечан број чланова по домаћинству је 2,24.
Ово насеље је великим делом насељено Србима (према попису из 2002. године).
|  |

| Демографија | Демографија | Демографија |
| Година      | Становника  | Становника  |
| ----------- | ----------- | ----------- |
| 1948.       | 2.035       |             |
| 1953.       | 2.155       |             |
| 1961.       | 2.004       |             |
| 1971.       | 1.596       |             |
| 1981.       | 1.279       |             |
| 1991.       | 847         | 827         |
| 2002.       | 666         | 679         |

| Етнички састав према попису из 2002.‍ | Етнички састав према попису из 2002.‍ | Етнички састав према попису из 2002.‍ | Етнички састав према попису из 2002.‍ | Етнички састав према попису из 2002.‍ |
| ------------------------------------ | ------------------------------------ | ------------------------------------ | ------------------------------------ | ------------------------------------ |
|                                      |                                      |                                      |                                      |                                      |
| Срби                                 | Срби                                 |                                      | 661                                  | 99,24%                               |
| Македонци                            | Македонци                            |                                      | 1                                    | 0,15%                                |
| непознато                            | непознато                            |                                      | 4                                    | 0,60%                                |

| Година пописа     | 1948. | 1953. | 1961. | 1971. | 1981. | 1991. | 2002. |
| ----------------- | ----- | ----- | ----- | ----- | ----- | ----- | ----- |
| Број домаћинстава | 385   | 414   | 434   | 428   | 404   | 346   | 297   |

| Број чланова      | 1   | 2   | 3  | 4  | 5 | 6  | 7 | 8 | 9 | 10 и више | Просек |
| ----------------- | --- | --- | -- | -- | - | -- | - | - | - | --------- | ------ |
| Број домаћинстава | 105 | 117 | 27 | 22 | 8 | 11 | 6 | 0 | 0 | 1         | 2,24   |

| Пол    | Укупно | Неожењен/Неудата | Ожењен/Удата | Удовац/Удовица | Разведен/Разведена | Непознато |
| ------ | ------ | ---------------- | ------------ | -------------- | ------------------ | --------- |
| Мушки  | 282    | 39               | 199          | 38             | 2                  | 4         |
| Женски | 310    | 19               | 198          | 88             | 3                  | 2         |
| УКУПНО | 592    | 58               | 397          | 126            | 5                  | 6         |

| Пол    | Укупно                    | Пољопривреда, лов и шумарство | Рибарство                            | Вађење руде и камена | Прерађивачка индустрија       |
| ------ | ------------------------- | ----------------------------- | ------------------------------------ | -------------------- | ----------------------------- |
| Мушки  | 115                       | 57                            | 0                                    | 0                    | 13                            |
| Женски | 93                        | 61                            | 0                                    | 0                    | 9                             |
| УКУПНО | 208                       | 118                           | 0                                    | 0                    | 22                            |
| Пол    | Производња и снабдевање   | Грађевинарство                | Трговина                             | Хотели и ресторани   | Саобраћај, складиштење и везе |
| Мушки  | 10                        | 1                             | 6                                    | 0                    | 9                             |
| Женски | 0                         | 0                             | 7                                    | 0                    | 2                             |
| УКУПНО | 10                        | 1                             | 13                                   | 0                    | 11                            |
| Пол    | Финансијско посредовање   | Некретнине                    | Државна управа и одбрана             | Образовање           | Здравствени и социјални рад   |
| Мушки  | 0                         | 0                             | 6                                    | 1                    | 1                             |
| Женски | 0                         | 0                             | 0                                    | 2                    | 5                             |
| УКУПНО | 0                         | 0                             | 6                                    | 3                    | 6                             |
| Пол    | Остале услужне активности | Приватна домаћинства          | Екстериторијалне организације и тела | Непознато            | Непознато                     |
| Мушки  | 5                         | 0                             | 0                                    | 6                    | 6                             |
| Женски | 1                         | 0                             | 0                                    | 6                    | 6                             |
| УКУПНО | 6                         | 0                             | 0                                    | 12                   | 12                            |